# Kamenitza (bière)
Pour les articles homonymes, voir Kamenitza.
 (juin 2019).
Si vous disposez d'ouvrages ou d'articles de référence ou si vous connaissez des sites web de qualité traitant du thème abordé ici, merci de compléter l'article en donnant les références utiles à sa vérifiabilité et en les liant à la section « Notes et références ».
Kamenitza est une marque de bière bulgare produite à Plovdiv.  

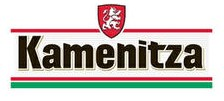
Logo Kamenitza (2010)
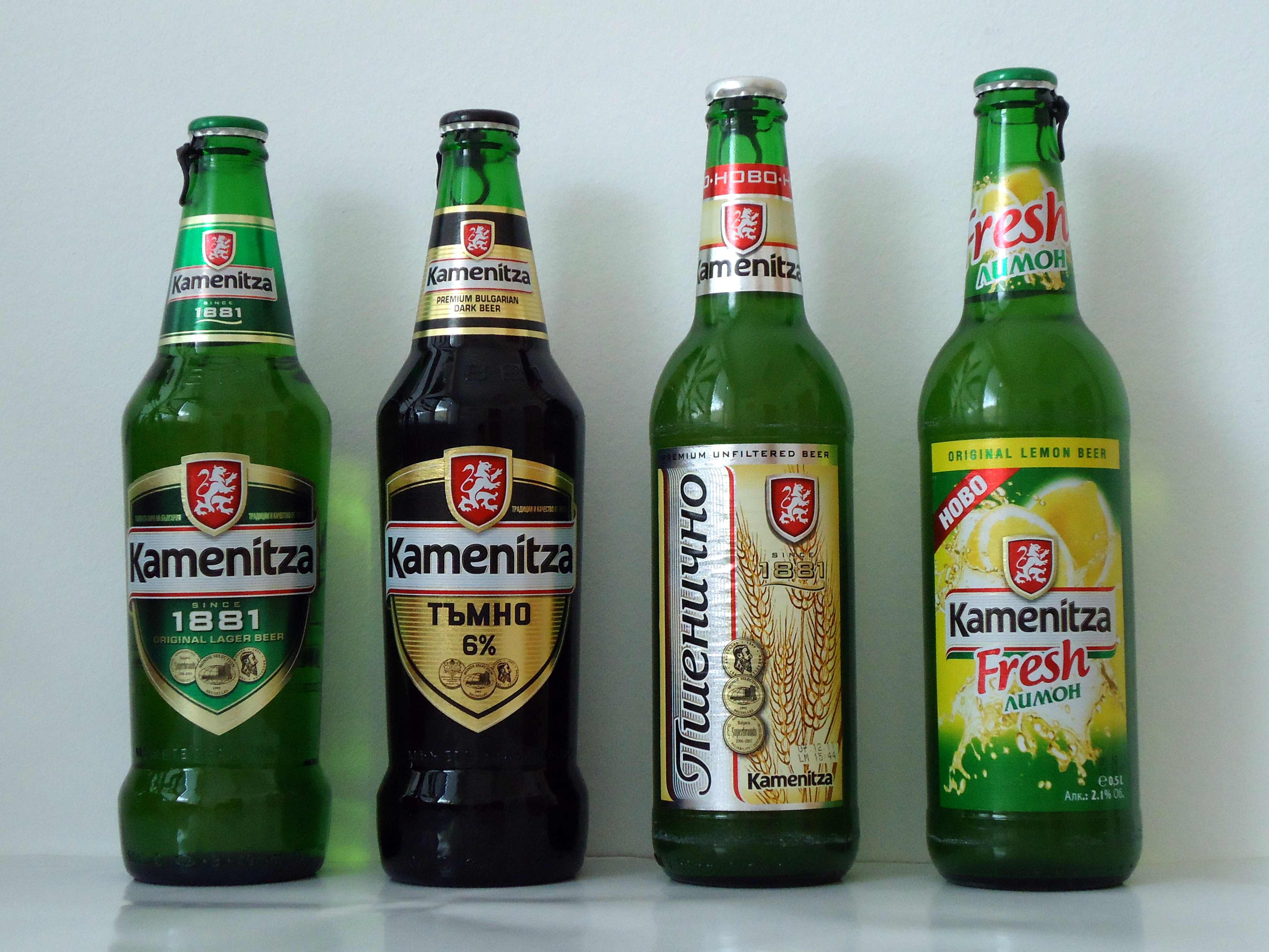
Bouteilles Kamenitza (2010)